# Isotta Fraschini Tipo 8A
 (novembre 2019).
L'Isotta Fraschini Tipo 8A est une automobile de grand luxe produite par le constructeur italien Isotta Fraschini à partir de 1912.

## Description
Les ambitions esthétiques et stylistiques de la maison milanaise ont imprégné les différents projets au point d'imposer parfois des solutions irrationnelles d'un point de vue technique, telles que les collecteurs d'admission intégrés dans le bloc moteur ou  la disposition latérale de la bougie, préjudiciable à une combustion optimale, solutions inspirées par un style faisant écho à celle de Ettore Bugatti.

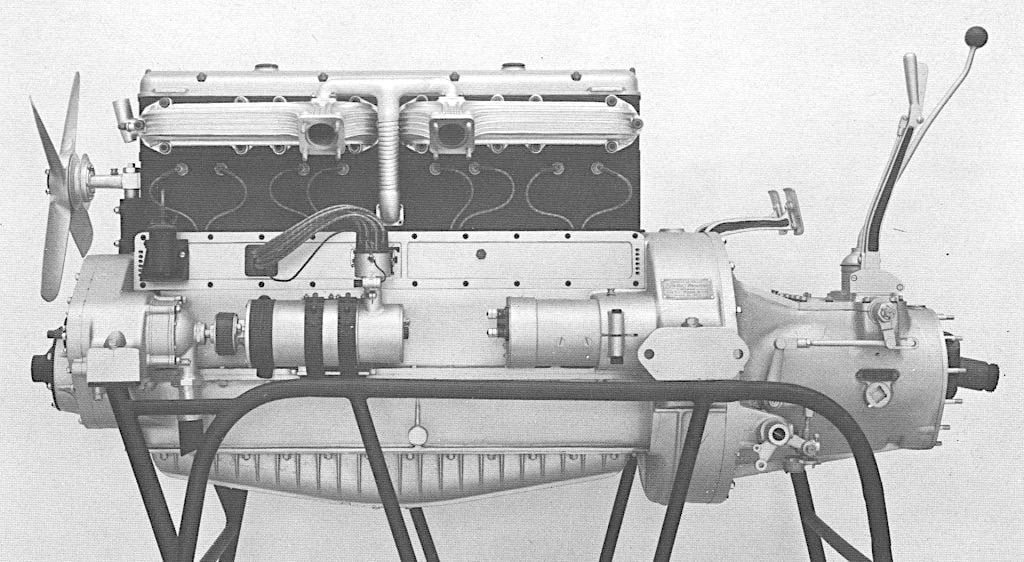
Moteur Isotta 8A.